# Шиньи (Эна)
Шиньи́ (фр. Chigny) — коммуна во Франции, находится в регионе Пикардия. Департамент коммуны — Эна. Входит в состав кантона Гюиз. Округ коммуны — Вервен.
Код INSEE коммуны — 02188.

## Население
Население коммуны на 2010 год составляло 155 человек.
| 1962 | 1968 | 1975 | 1982 | 1990 | 1999 | 2010 |
| ---- | ---- | ---- | ---- | ---- | ---- | ---- |
| 282  | 234  | 216  | 161  | 175  | 161  | 155  |

## Экономика
В 2010 году среди 88 человек трудоспособного возраста (15—64 лет) 65 были экономически активными, 23 — неактивными (показатель активности — 73,9 %, в 1999 году было 61,8 %). Из 65 активных жителей работали 59 человек (31 мужчина и 28 женщин), безработных было 6 (2 мужчин и 4 женщины). Среди 23 неактивных 4 человека были учениками или студентами, 12 — пенсионерами, 7 были неактивными по другим причинам.